# Brac
Brac (niem. Braatzfelde) – kolonia w Polsce położona w województwie zachodniopomorskim, w powiecie choszczeńskim, w gminie Drawno. W latach 1975–1998 miejscowość administracyjnie należała do województwa gorzowskiego. Kolonia wchodzi w skład gminy Drawno. 

## Geografia
Kolonia leży ok. 3 km na północny zachód od Drawna.